# Capitale européenne de l'innovation
 (septembre 2023).
Le titre de capitale européenne de l'innovation (abrégé iCapital en anglais) est décerné par la Commission européenne à une ville de l'un des État membres de l'Union européenne (UE) ou de l'un des États partenaires du programme Europe 2020 ; il est spécialement attribué à une ville pour « sa capacité à exploiter l'innovation pour améliorer la vie de ses citoyens ». Celle-ci ainsi que les cinq autres villes finalistes reçoivent une récompense financière et peuvent promouvoir leurs modèles de développement et de gouvernance aux autres viles européennes.

## Processus
Les villes sont jugées sur la manière dont elles mettent en œuvre des solutions innovantes aux défis de société par un panel d'experts indépendants de toute l'Europe (politique et technique). Ces solutions peuvent être complétées ou en cours, mais doivent avoir été mises en œuvre dans l'année précédant l'ouverture du concours ou l'année du concours elle-même.
Les villes candidates doivent montrer comment elles ont créé les conditions de l'innovation en :
- expérimentant des concepts, processus, outils et modèles de gouvernance innovants comme banc d'essai pour l'innovation ;
- engageant les citoyens dans le processus d'innovation et la mise en pratique de leurs idées ;
- développant l'attractivité de la ville pour devenir un modèle pour d'autres villes ;
- autonomisant les citoyens en apportant une valeur ajoutée concrète et mesurable grâce à la mise en œuvre de pratiques innovantes.

Elles doivent par ailleurs avoir plus de 100 000 habitants et faire partie d'un État membre ou associé au programme Europe 2020 qui vise à « concilier l'amélioration des indicateurs de développement durable en matière de croissance, d'emploi et de protection de l'environnement tout en augmentant la compétitivité de l'Europe au niveau mondial ». Ce programme s'appuie sur des fonds structurels européens utilisés dans la recherche et l'innovation, la croissance verte ou encore l'éducation et l'emploi.

## Catégories
Pour l'édition 2021, le prix est divisé en deux catégories : « Capitale européenne de l’innovation » et « Ville européenne innovante en croissance.

## Liste
| Année | Pays     | Ville     | Projets principaux                    |
| ----- | -------- | --------- | ------------------------------------- |
| 2014  | Espagne  | Barcelone | Barcelone en tant que ville populaire |
| 2016  | Pays-Bas | Amsterdam | Make Your City!                       |
| 2017  | France   | Paris     | Arc de l'innovation                   |
| 2018  | Grèce    | Athènes   | POLIS²                                |
| 2019  | France   | Nantes    | Grands débats citoyens                |
| 2020  | Belgique | Louvain   | Leuven 2030, Leuven MindGate          |

## Compléments